# Powiat choszczeński
Powiat choszczeński, "Choszcznodistriktet", är ett distrikt (Powiat) i nordvästra Polen, tillhörande Västpommerns vojvodskap. Huvudort är staden Choszczno. Distriktet har 50 160 invånare (2012).

## Administrativ kommunindelning
Powiatet indelas i sex kommuner, varav fyra är stads- och landskommuner och två är landskommuner:

Kommunindelning

### Stads- och landskommuner
- Choszczno (huvudort)
- Drawno
- Pełczyce
- Recz

### Landskommuner
- Bierzwnik
- Krzęcin